# Źródlisko Skrzypowe
Rezerwat przyrody „Źródlisko Skrzypowe” – rezerwat florystyczny w województwie zachodniopomorskim, w powiecie choszczeńskim, w gminie Bierzwnik, 2,5 km na południe od Klasztornego i 3 km na północ od Dobiegniewa, 0,3 km na wschód od drogi nr „160” (Dobiegniew-Choszczno).
Został utworzony zarządzeniem Ministra Leśnictwa i Przemysłu Drzewnego z dnia 21 lipca 1977 w celu „zachowania stanowiska skrzypu olbrzymiego”. Zajmuje powierzchnię 1,1435 ha (akt powołujący podawał 1,05 ha).
Rezerwat obejmuje obszar doliny rzeki Kaczynki porośniętej lasem z bogactwem okresowo zalewanych zbiorowisk leśnych. Oprócz części zasadniczej, w skład obszaru chronionego wchodzi też niewielka enklawa położona na południowy zachód.
Oprócz skrzypu olbrzymiego, z cennych oraz chronionych gatunków roślin naczyniowych i grzybów występują tu m.in.: kokorycz wątła, szczeciniak żółtobrzegi, trzęsak listkowaty, żagwiak wielkopory.
Rezerwat „Źródlisko Skrzypowe” znajduje się w granicach dwóch obszarów sieci Natura 2000: siedliskowego „Lasy Bierzwnickie” PLH320044 i ptasiego „Obszar Chronionego Krajobrazu Puszcza nad Drawą” PLB320016.
Rezerwat znajduje się na terenie Nadleśnictwa Bierzwnik. Nadzór sprawuje Regionalny Dyrektor Ochrony Środowiska w Szczecinie. Na mocy obowiązującego planu ochrony ustanowionego w 2009 roku (z późniejszymi zmianami), obszar rezerwatu objęty jest ochroną czynną.